# 3. division (fodbold)
 For alternative betydninger, se 3. division. (Se også artikler, som begynder med 3. division)
3. division (bliver også kaldt CampoBet 3. Division af sponsormæssige årsager) er den fjerdebedste fodboldrække for herreseniorspillere i det danske ligasystem og det laveste professionelle niveau inden for Danmarksturneringen i fodbold, som administreres af det danske nationalforbund Dansk Boldspil-Unions turneringsudvalg (DBU Turneringer). Divisionen er landsdækkende og består af 12 hold.

## Historie
Divisionen blev (gen)etableret til sæsonen 2021-22, da den daværende 2. division blev delt over i to nye divisioner. Holdene der endte på 7.- til 10.-pladsen i de to kredse i 2. division i sæsonen 2020-21 kvalificerede sig til den nye 3. division.
Divisionsforeningen og Soft2Bet offentliggjorde den 10. juni 2025 en sponsoraftale for 1., 2. og 3. division i Danmark. Som en del af aftalen får 3. division sit første navnesponsorat nogensinde og skal i 2025/26- og 2026/27-sæsonen således hedde CampoBet 3. Division.

### Før 1990
3. division er ikke en ukendt faktor i dansk fodbold. I årene før 1990 eksisterede 3. division men på daværende tidspunkt rangerede den som den tredje bedste division. I forbindelse med etableringen af Superligaen i 1991 forsvandt navnet 3. division, da den blev til 2. division.

## Nuværende hold i sæsonen 2024/25
| Klub            | Sidste sæsons placering                              | Lokation              | Stadion                    | Kapacitet |
| --------------- | ---------------------------------------------------- | --------------------- | -------------------------- | --------- |
| Brabrand        | 12. i 2. division (nedrykket)                        | Aarhus (Brabrand)     | Brabrand Stadion           | 1.500     |
| Brønshøj        | 2. i Danmarksserien gruppe 1 (oprykket via play-off) | Brønshøj              | Tingbjerg Idrætspark       | 3.000     |
| VSK Aarhus      | 3.                                                   | Aarhus (Vejlby)       | Vejlby/Risskov Centret     | 12.000    |
| Odder           | 1. i Danmarksserien gruppe 2 (oprykket)              | Odder                 | Spektrum Park              | 3.400     |
| Næsby           | 4.                                                   | Odense (Næsby)        | ALPI Arena - Næsby Stadion | 2.500     |
| Holbæk          | 6.                                                   | Holbæk                | Holbæk Station             | 4.000     |
| Sundby Boldklub | 1. i Danmarksserien gruppe 1 (oprykket)              | København (Amagerbro) | Kløvermarkens Idrætsanlæg  | 5.000     |
| Avarta          | 5.                                                   | Rødovre               | Espelundens Idrætsanlæg    | 6.000     |
| FA2000          | 11. i 2. division (nedrykket)                        | Frederiksberg         | Frederiksberg Idrætspark   | 5.000     |
| Young Boys      | 9.                                                   | Silkeborg             | Søholt Idrætsanlæg - Øst   | 1.500     |
| Holstebro       | 7.                                                   | Holstebro             | Holstebro Idrætspark       | 8.000     |
| Lyseng          | 8.                                                   | Aarhus (Højbjerg)     | Lyseng Kunstgræs           | 1.000     |

## Oprykning og nedrykning
De to bedst placerede hold rykker op i 2. division og de 4 dårligst placerede hold rykkede ned i Danmarksserien.

### Ændring i struktur
Fra sæsonen 2022-23 vil tre hold rykke ud af 3. division og tre hold rykke op fra Danmarksserien.

### Oprykning og nedrykning i 3. division 2022-24
| Sæson   | Oprykning                                          | Nedrykning                                            |
| ------- | -------------------------------------------------- | ----------------------------------------------------- |
| 2021-22 | FC Roskilde, Frem, Holstebro Boldklub, SfB-Oure FA | Karlslunde IF, Slagelse B&I, Roskilde KFUM, Herlev IF |
| 2022-23 | Middelfart, FA 2000                                | AB Tårnby, Dalum IF                                   |
| 2023-24 | Frem, Ishøj IF                                     | Vejgaard, SfB-Oure FA, Vanløse IF                     |